# Бабенко, Александр Анатольевич
Александр Анатольевич Бабенко (25 марта 1980) – казахстанский лыжник и ориентировщик на лыжах.

## Биография
На зимней Азиаде 2011 года в соревнованиях, проходивших в Солдатском ущелье вблизи Текели, А.А. Бабенко стал серебряным призёром в спринте и чемпионом в эстафете.